# Las Breñas
Las Breñas es una ciudad cabecera del departamento Nueve de Julio, en el sudoeste de la provincia del Chaco, Argentina.
Está ubicada a 257 km de la capital provincial Resistencia. Contiene un importante museo. Su economía se basa en la agricultura y la ganadería, como así también en la industria de maquinaria agropecuaria. Dentro del municipio se halla la localidad de Las Piedritas, que creció alrededor de la única cantera de piedras de la provincia, explotada por una empresa privada.

## Origen del nombre

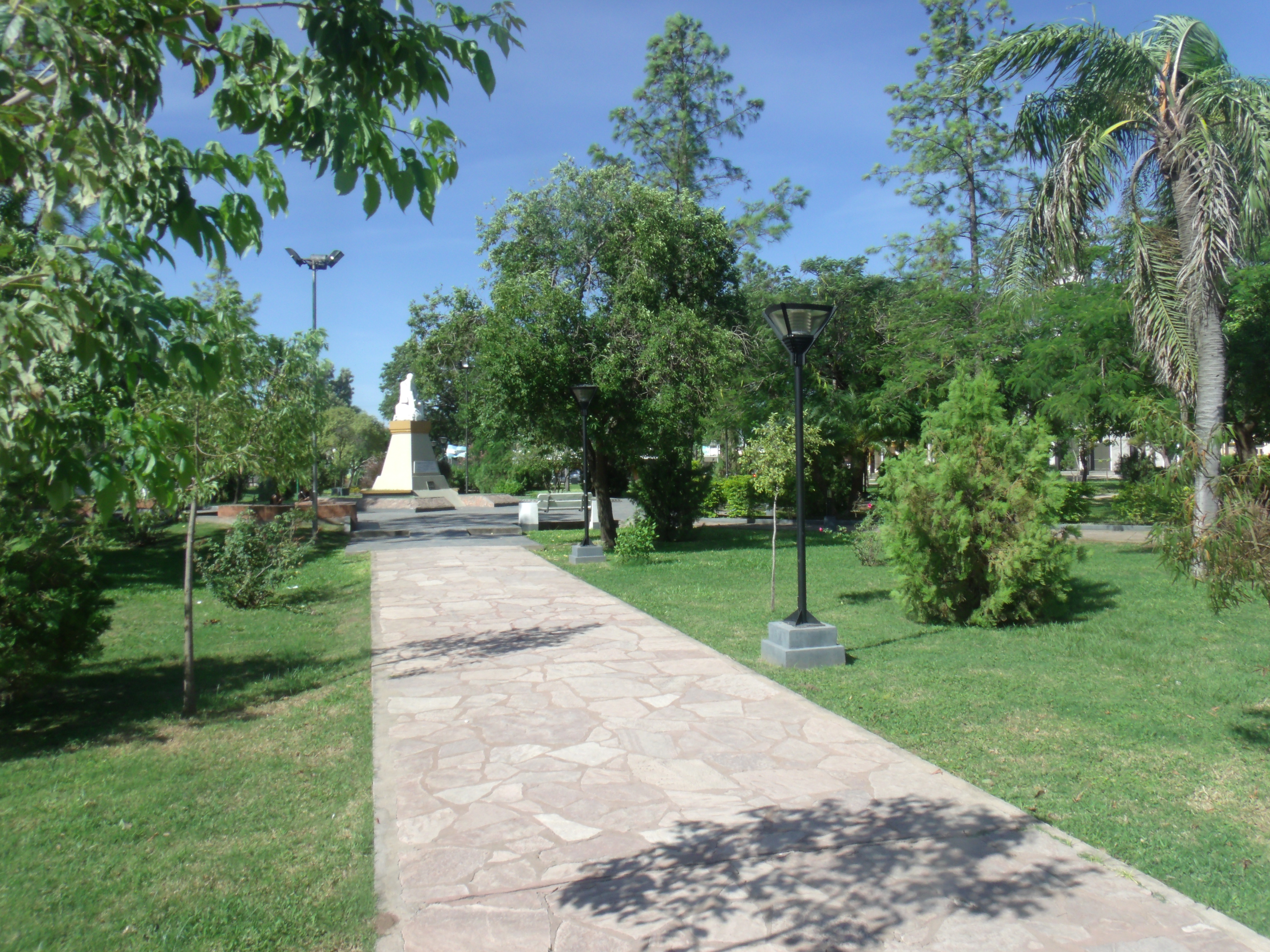
Vereda arbolada en la plaza Sarmiento de Las Breñas.

Se debe a los breñales situados al oeste de la ciudad, estos consisten en pequeñas lomadas o una especie de mesetas que caracterizan al lugar. Por esa razón los primeros pobladores en su mayor parte inmigrantes y criollos lo tomaron en cuenta para dar origen a su nombre.

## Celebridades
Las Breñas fue el primer lugar en el que residió Ante Garmaz luego de emigrar desde Croacia.

## Inmigración europea
Al igual que otras localidades del Chaco, Las Breñas recibió importantes oleadas de inmigrantes europeos. Se destacaron, entre otras colectividades, los inmigrantes de origen checo, quienes se agruparon en la zona de Pampa Suárez (también llamada Pampa Checa), dónde fundaron bibliotecas y escuelas para preservar sus tradiciones. También se instalaron inmigrantes alemanes, búlgaros y polacos.
En la actualidad, la ciudad reconoce oficialmente a 6 colectividades: búlgara, alemana, checa, italiana y ucraniana. Asimismo, se reconoce como eslavos del sur a todos aquellos inmigrantes de origen serbio, croata, esloveno, macedonio y montenegrino.

## Población

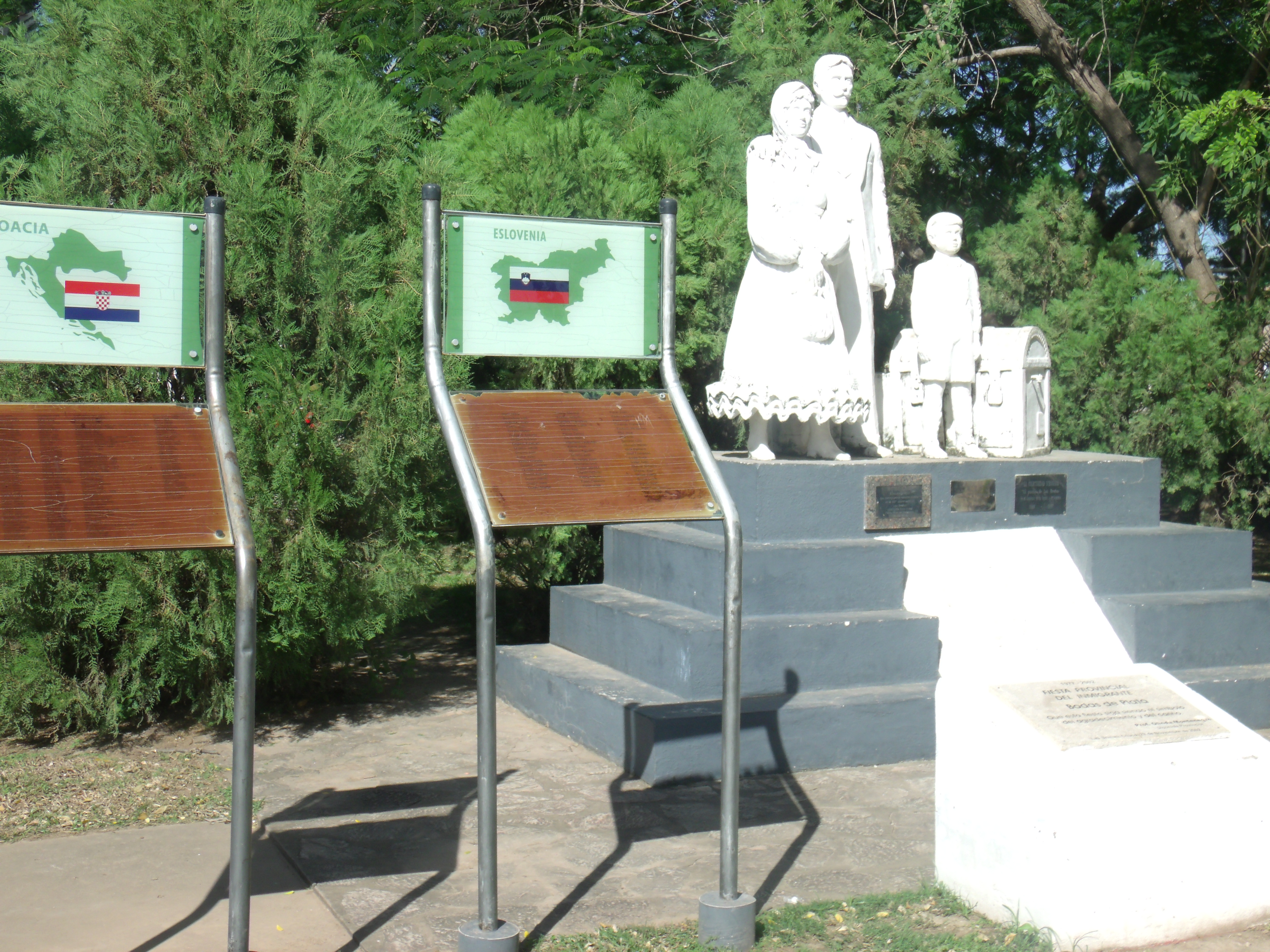
Monumento a la inmigración en la plaza Sarmiento en Las Breñas, Chaco, Argentina. Se aprecian las banderas croatas y eslovenas. Las Breñas realiza anualmente el Festival Provincial del Inmigrante.

Cuenta con 22,953 habitantes (Indec, 2010), lo que representa un incremento del 17 % frente a los 19,544 habitantes (Indec, 2001) del censo anterior. En el municipio el total ascendía a los 26,955 habitantes (Indec, 2001).
| Gráfica de evolución demográfica de Las Breñas entre 1991 y 2010 |
|                                                                  |
| Fuente: Censos nacionales del INDEC                              |

## Clima
Las Breñas se encuentra dentro de la zona subtropical con estación seca invernal. El tipo climático local es semitropical continental. El clima de Las Breñas, también puede ser clasificado como subtropical del tipo (Cfa), de acuerdo con la clasificación climática de Köppen. 
Los veranos son calurosos y lluviosos con una media de alrededor de 25 °C. Los inviernos tienen días templados, noches frescas y llueve muy poco.
La temperatura media anual es de 21 °C como en toda la provincia del Chaco.

Según Thornthawaite, Las Breñas se encuentra dentro de la región semiárida.
| Parámetros climáticos promedio de Las Breñas, Chaco (extremas 1938–2015) | Parámetros climáticos promedio de Las Breñas, Chaco (extremas 1938–2015) | Parámetros climáticos promedio de Las Breñas, Chaco (extremas 1938–2015) | Parámetros climáticos promedio de Las Breñas, Chaco (extremas 1938–2015) | Parámetros climáticos promedio de Las Breñas, Chaco (extremas 1938–2015) | Parámetros climáticos promedio de Las Breñas, Chaco (extremas 1938–2015) | Parámetros climáticos promedio de Las Breñas, Chaco (extremas 1938–2015) | Parámetros climáticos promedio de Las Breñas, Chaco (extremas 1938–2015) | Parámetros climáticos promedio de Las Breñas, Chaco (extremas 1938–2015) | Parámetros climáticos promedio de Las Breñas, Chaco (extremas 1938–2015) | Parámetros climáticos promedio de Las Breñas, Chaco (extremas 1938–2015) | Parámetros climáticos promedio de Las Breñas, Chaco (extremas 1938–2015) | Parámetros climáticos promedio de Las Breñas, Chaco (extremas 1938–2015) | Parámetros climáticos promedio de Las Breñas, Chaco (extremas 1938–2015) |
| Mes                                                                      | Ene.                                                                     | Feb.                                                                     | Mar.                                                                     | Abr.                                                                     | May.                                                                     | Jun.                                                                     | Jul.                                                                     | Ago.                                                                     | Sep.                                                                     | Oct.                                                                     | Nov.                                                                     | Dic.                                                                     | Anual                                                                    |
| ------------------------------------------------------------------------ | ------------------------------------------------------------------------ | ------------------------------------------------------------------------ | ------------------------------------------------------------------------ | ------------------------------------------------------------------------ | ------------------------------------------------------------------------ | ------------------------------------------------------------------------ | ------------------------------------------------------------------------ | ------------------------------------------------------------------------ | ------------------------------------------------------------------------ | ------------------------------------------------------------------------ | ------------------------------------------------------------------------ | ------------------------------------------------------------------------ | ------------------------------------------------------------------------ |
| Temp. máx. abs. (°C)                                                     | 43.5                                                                     | 43.3                                                                     | 41.6                                                                     | 39.5                                                                     | 36.5                                                                     | 33.0                                                                     | 36.5                                                                     | 40.5                                                                     | 42.7                                                                     | 44.1                                                                     | 44.5                                                                     | 44.8                                                                     | 44.8                                                                     |
| Temp. máx. media (°C)                                                    | 33.9                                                                     | 32.5                                                                     | 30.5                                                                     | 26.8                                                                     | 24.3                                                                     | 21.3                                                                     | 22.0                                                                     | 24.6                                                                     | 26.7                                                                     | 29.4                                                                     | 31.1                                                                     | 33.2                                                                     | 28.1                                                                     |
| Temp. media (°C)                                                         | 27.0                                                                     | 25.8                                                                     | 24.1                                                                     | 20.2                                                                     | 17.6                                                                     | 14.9                                                                     | 14.7                                                                     | 16.5                                                                     | 19.0                                                                     | 22.2                                                                     | 24.1                                                                     | 26.1                                                                     | 21.1                                                                     |
| Temp. mín. media (°C)                                                    | 20.4                                                                     | 19.9                                                                     | 18.5                                                                     | 15.2                                                                     | 12.2                                                                     | 9.7                                                                      | 8.7                                                                      | 9.6                                                                      | 12.1                                                                     | 15.3                                                                     | 17.3                                                                     | 19.4                                                                     | 14.9                                                                     |
| Temp. mín. abs. (°C)                                                     | 4.1                                                                      | 8.5                                                                      | 3.5                                                                      | -0.1                                                                     | -6.1                                                                     | -6.6                                                                     | -7.5                                                                     | -6.5                                                                     | -4.0                                                                     | -0.8                                                                     | 5.0                                                                      | 6.2                                                                      | -7.5                                                                     |
| Precipitación total (mm)                                                 | 138.1                                                                    | 129.3                                                                    | 128.0                                                                    | 105.7                                                                    | 37.5                                                                     | 23.7                                                                     | 17.2                                                                     | 17.1                                                                     | 36.0                                                                     | 79.6                                                                     | 113.7                                                                    | 119.6                                                                    | 946.0                                                                    |
| Horas de sol                                                             | 285.2                                                                    | 240.1                                                                    | 229.4                                                                    | 192.0                                                                    | 189.1                                                                    | 150.0                                                                    | 186.0                                                                    | 213.9                                                                    | 207.0                                                                    | 244.9                                                                    | 267.0                                                                    | 288.3                                                                    | 2692.9                                                                   |
| Humedad relativa (%)                                                     | 62                                                                       | 67                                                                       | 70                                                                       | 74                                                                       | 74                                                                       | 73                                                                       | 67                                                                       | 60                                                                       | 56                                                                       | 58                                                                       | 60                                                                       | 60                                                                       | 65                                                                       |
| Fuente: Instituto Nacional de Tecnología Agropecuaria                    |                                                                          |                                                                          |                                                                          |                                                                          |                                                                          |                                                                          |                                                                          |                                                                          |                                                                          |                                                                          |                                                                          |                                                                          |                                                                          |

## Vías de comunicación

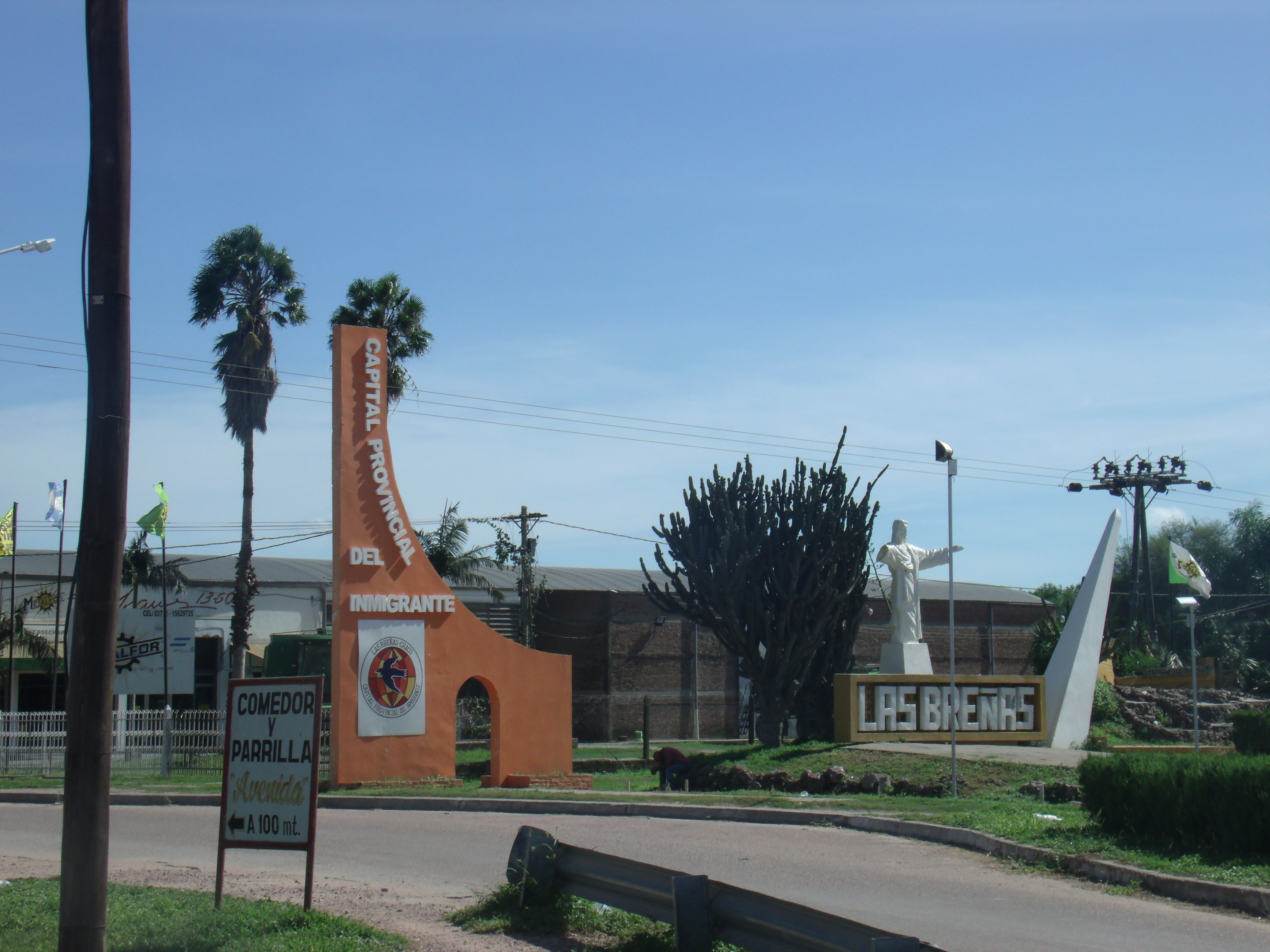
Entrada a Las Breñas desde la Ruta Nacional 89

La principal vía de comunicación es la Ruta Nacional 89 (asfaltada), que la vincula al nordeste con Corzuela y la Ruta Nacional 16, y al sudoeste con Charata y la provincia de Santiago del Estero. La ruta provincial 6 también atraviesa la ciudad y la vincula por asfalto al este con San Bernardo y Villa Berthet, y al noroeste con la provincia de Santiago del Estero.
Las vías del ferrocarril General Belgrano (con un trazado casi paralelo al de la ruta 89) se encuentran activas para cargas y pasajeros. Cuenta con un servicio diario de pasajeros por su estación Las Breñas hacia y desde Presidencia Roque Sáenz Peña y Chorotis a cargo de la empresa estatal Trenes Argentinos Operaciones. Los servicios de carga corresponden a la empresa estatal Trenes Argentinos Cargas.

## Deportes
Esta ciudad cuenta con 6 clubes deportivos, los clubes Social, Huracán,Ambalab, Cooperativa, Majan Rugby Club y Defensores del Chaco. Además posee un velódromo de ciclismo ubicado en las instalaciones del polideportivo, como también un Kartódromo a las afueras de la ciudad. El equipo de baloncesto del Club Social jugó en 2009 el Campeonato Argentino de Clubes, cuarta categoría nacional. Mientras que Huracán fue Campeón del Torneo Federal C 2017. Y jugará a partir de este año el Torneo Federal B, siendo el primer representativo de la LFNOCH que asciende por mérito deportivo (campeón).

## Fiestas y eventos
Es la sede provincial de la "Fiesta Provincial del Inmigrante", que se realiza todos los años desde 1974. Todos los noviembres en el predio de los Inmigrantes ubicado en Ruta 89 y avenida de los Inmigrantes se brinda homenaje a los forjadores de Las Breñas, Capital del Inmigrante. También es la sede desde el año 1956 de la Fiesta Provincial del Desfile de Carrozas Estudiantiles, en la cual los alumnos de los distintos colegios elaboran anualmente carrozas que desfilan el 20 de septiembre a la espera del 21 de septiembre (Día del estudiante).

## INTA Las Breñas
Posee una Estación Experimental Agropecuaria del Instituto Nacional de Tecnología Agropecuaria, con campo experimental, laboratorios, estación agrometeorológica, haciendo investigación+experimentación+extensión.

## Parroquias de la Iglesia católica en Las Breñas
| Diócesis  | San Roque de Presidencia Roque Sáenz Peña |
| --------- | ----------------------------------------- |
| Parroquia | San Miguel Arcángel                       |